# 2,2,2-トリフルオロエタノール
2,2,2-トリフルオロエタノール (英: 2,2,2-Trifluoroethanol) は、化学式が CF3CH2OH で表される有機化合物である。TFEと略されることがある。水に可溶の無色透明な液体であり、エタノールと類似した臭気を有する。トリフルオロメチル基が電子求引性であるため、エタノールと比較すると酸性度が強い。このためTHFやピリジンといった複素環式化合物と、水素結合による安定な錯体を形成する。

## 製造
工業的にはトリフルオロ酢酸誘導体（エステルや酸塩化物など）のヒドリド還元により製造されている。

## 利用
有機化学では溶媒として使用される。例えば、過酸化水素を用いた硫黄の酸化反応などに用いられる。
生物の分野では、NMRを用いたタンパク質の立体構造解析において補助溶媒として用いられることがある。添加することで測定対象の溶解性を向上させることが可能となる場合があるためである。濃度によっては、タンパク質の立体構造にも大きな影響を与える。
このほかにもナイロンの製造や製薬の分野で用いられている。

## 反応
酸化によりトリフルオロアセトアルデヒドやトリフルオロ酢酸となる。ホーナー・ワズワース・エモンズ反応の変法などでは、トリフルオロメチル基源として利用される。
2,2,2-トリフルオロ-1-ビニロキシエタンは、トリフルオロエタノールとアセチレンとの反応で製造される。